# 德涅斯特河沿岸的共产党
德涅斯特河沿岸的共产党（俄語：Приднестровская коммунистическая партия）是德涅斯特河沿岸的一个共产主义政党，成立于2003年4月20日。该党是共产党联盟—苏联共产党的成员。该党被认为不比德涅斯特河沿岸共产党更坚守正统的马克思列宁主义意识形态。